# مقهى الحافة
مقهى الحافة هو مقهى في مدينة طنجة المغربية، يقع فوق منحدر مشرف على خليج طنجة، افتتح عام 1921 واحتفظ بهويته وتزينه من عشرينات القرن العشرين، زاره عدة كُتاب وموسيقيين عالميين عبر السنوات منهم محمد شكري وبول بولز وويليام بوروز والبيتلز وذا رولينج ستونز، يشتهر المقهى بالشاي المغربي بالنعناع والوجبات الجبلية المغربية. من أهم أسرار نجاح المقهى وشهرته هي بساطته وموقعه فوق مضيق جبل طارق وكراسيه وطاولاته بتصميم زليجي وجدرانه الزرقاء وأشجاره التي تنمو بشكل عفوي.

## موقعه
يعد مقهى الحافة احد الأماكن السياحية في مدينة طنجة شمال الغرب، حيث يتوافد عدد كبير من السياح المغاربة والأجانب لزيارة هذا المقهى، بفضل موقعه الجغرافي وإطلالته الساحرة على البحر الأبيض المتوسط والضفة الأوروبية.